# Samuel Norca
Samuel Norca (...) è un giocatore di football americano francese che gioca come defensive lineman per i Flash de La Courneuve.